# 加油！曉惠
《加油！曉惠》（臺灣另名：不要說再見）為一部中國大陸電視劇。導演余倩倩。由鄭家楡、陳宇凡、林煒、常鋮、何妤玟等人領銜主演。2007年6月底上海电视剧频道/宁波影视剧频道及7月3日广州综合频道开始播出，台灣民視2008年5月12日播出。

## 全劇介紹
十二年前，高材生趙康（陳宇凡飾）為了不讓愛戀的女友曉惠（鄭家楡飾）受到騷擾，在打鬥中失手打死林小虎，鋃鐺入獄。待他刑滿釋放，曉惠已經成為一家大公司的服裝設計師，但個人事業順利的背後卻是婚姻的屢次失敗。趙康把對曉惠銘心刻骨的愛深深地埋藏心底，一直默默地守護著她。

第一任丈夫常浩（常鋮飾）自視甚高，在屢屢碰壁後變得十分頹廢，無所事事；離異後幡然醒司，經過不懈奮鬥，獲得律師資格，供職於一家著名的律師事務所。第二任丈夫夏明（林煒飾）是個企業老闆，視曉惠為私有財產和附庸，要求曉惠必須百依百順，稍有不對，便施以家庭暴力。曉惠忍無可忍，決意離婚！

常浩毅然接下了曉惠的離婚案，要為曉惠爭取自由和解脫；他痛悔自己有負於曉惠及女兒英子，發誓用行動來彌補自己的過錯，以期破鏡重圓。

當夏明、常浩知道趙康是曉惠的初戀情人，並看到他們彼此瞭解如此之深，如此默契，心生嫉恨，一再打擊、傷害甚至陷害趙康。

三個男人，在複雜、曲折和衝突中，曉惠會做出怎樣的抉擇？是自強不息還是隨波逐流……？

## 主要演員
| 角色   | 演員            | 介紹 | 年齡     |
| 許曉惠 | 鄭家榆 （臺灣） | 服裝設計師 許家的掌上明珠，在業界是小有名氣的服裝設計師。總是以樂觀開朗的態度，面對人生各個不同階段所發生的事情，不管是順境或是逆境。是個積極爭取幸福、獨立自主的時代新女性。 高中時與同學趙康的懵懂初戀，卻因為趙康不告而別，在心頭留下了遺憾和傷痕。十二年後，趙康意外地再次出現在她的人生，才揭曉了當年分別的謎底。然而，在她與趙康分離的這十二年裏，感情婚姻處於不順遂的狀態。 大學剛畢業和常浩閃電結婚，在沒有經濟基礎下要撫養照料女兒英子，年輕氣盛的他們不懂得互相容忍和體諒，很快地婚姻宣告破裂失敗。曉惠沒放棄追求美好人生的希望。一人獨力撫養女兒英子，並努力在服裝公司發揮設計長才，果然不但贏得了專業的評價，亮麗自信的表現，也吸引了夏明的愛慕和追求。 夏明的出現並在許父病重時候伸出援手，讓她頓時有了依靠，而下定決心與夏明攜手努力經營婚姻和家庭。無奈隨著兒子佳一的出生，夫妻之間的嫌隙愈來愈大，忌妒心和佔有欲強烈的夏明，情緒失控下開始對她施加暴力，連與前夫所生的女兒英子也受累。她一再忍辱負重，也無法與夏明達成共識，終於忍無可忍地帶著一雙兒女離家出走，不顧一切地決心揮別第二次婚姻…… | 30歲     |
| 趙 康  | 陳宇凡 （臺灣） | 曉惠的初戀情人 十八歲以前，大家眼中的趙康是個孝順溫柔的好孩子，也是個前途似錦的好青年。怎知命運作弄人，高考前夕，為了曉惠爭風吃醋的林小虎等人，試圖給趙康一個教訓，雙方打架場面失控，趙康失手打死了林小虎，被判坐牢服刑。自此，趙康的人生完全變調了。 趙康不讓任何人告知曉惠這個殘酷的事實，謊稱他匆促決定出國讀書，不想拖累曉惠應有的美好未來，但在牢裏的每一天，趙康對曉惠的思念和愛意從來沒有停止過。 十二年過後，趙康獲得減刑出獄，緣份使然，趙康與曉惠重逢再見。對於曉惠面臨的婚姻挫敗以及困境，趙康默默付出與關懷，但心裏也明白，一個沒有前途可言的前科犯，根本不可能帶給曉惠以及她的一雙兒女幸福，只要自己可以守候在曉惠身後，他就心滿意足了。 | 30歲     |
| 夏 明  | 林 煒 （臺灣）  | 曉惠現任丈夫 在夏明眼裏，任何東西都可以用錢買到，包括感情。和曉惠結婚以後，氣量狹小的他，習慣用錢衡量一切，並把老婆和孩子當作他體面的”裝飾品”，曉惠的一切必須以他為中心，為他的生意和家庭服務。夫妻倆觀念背道而馳、漸行漸遠。但死要面子的他，身為一個精明能幹的生意人，“平等交易”是他的生活準則，不願意輕易放走曉惠，因為他自以為對他們的婚姻和家庭投注不少的金錢和心力，絕對不能讓突然出現的趙康，曉惠的初戀情人，奪走他所擁有的一切。 當夏明最後終於明確知道他失去曉惠時，便攤出了底牌：他不能失去兒子佳一。讓曉惠活在痛苦當中，藉以懲罰曉惠的離去。 | 32－35歲 |
| 常 浩  | 常 鋮           | 曉惠的前夫、英子的生父 當年，常浩一心以為與所愛的女人曉惠共組家庭、生兒育女，是人生最大的幸福。無奈，愛情敵不過現實生活的考驗，性情溫吞的他，在職場上屢屢碰壁，原本懷抱的律師美夢，也因為一直無法通過資格考而意志消沉。於是，與曉惠之間，大大小小的磨擦開始不斷。對常浩的自暴自棄，曉惠的態度一路從溫柔鼓勵、至恨鐵不成鋼到最後心灰意冷。常浩主動提出離婚，曉惠含淚離去。 多年後，常浩終於重新振作起來，得到了他夢寐以求的律師職位，他努力向上的動力全來自他對妻兒的思念和愧歉。因此，當常浩知道曉惠婚姻不幸，不但積極幫她對抗夏明的卑劣行為，也以行動跟曉惠證明，他可以讓曉惠母女安心依靠了，希望曉惠再給他一次機會，重新來過……。 | 32歲     |
| 趙 健  | 李 鑫           | 趙康的弟弟。對於哥哥的事相當不諒解 小時候和哥哥趙康手足情深，甚至以趙康為榜樣，希望自己變成跟哥哥一樣優秀。然而，趙健的憧憬和仰慕卻在趙康失手殺人後破滅殆盡。看到他們家自此失去歡笑，父親甚至抑鬱病逝，奶奶和媽媽辛苦扛起全家生計，趙健將種種的不幸都歸咎于哥哥趙康。趙健變得沈默寡言、近乎冷漠，因為他一心只想用功讀書，考取檢察官，讓奶奶和媽媽不必再辛苦經營飲食店。 趙康出獄返家以後，趙健對哥哥又愛又恨的矛盾心結再起，兄弟倆時常鬧的不愉快，讓奶奶和媽媽相當為難。借住在飯館的林琳是唯一敢出言教訓趙健的人，趙健在不知不覺中，慢慢發現自己在乎也聽進了林琳的話語，但林琳卻是心繫哥哥趙康，讓他感情倍受煎熬……。 | 22歲     |
| 林 琳  | 毛俊杰          | 仰慕趙康的小女生，林小虎的妹妹 林琳看似叛逆不羈的小女生，其實她荒誕的行為，在在都表露出，她渴望被愛、害怕寂寞的心情。 十二年前，趙康失手打死了的林小虎，正是林琳唯一的哥哥。年幼的林琳並不清楚害死哥哥的兇手是誰，林家雙親耽溺在喪子之慟而忽略了林琳的感受。十二年後，林父病重過世，林琳頓時變成無父無母、無兄無姊的孤兒一個。此時，趙康出現在她面前，懷著贖罪之心，隱瞞兇手的真實身份，把林琳自墮落的邊緣拉了一把。林琳不禁喜歡上瞭解她心情的趙康，追至趙家飲食店打工，意圖跟趙康進一步發展關係。然而，隨著林琳發現趙康的最愛是曉惠，而且趙康竟然是殺害哥哥的兇手，受不了打擊的她，轉愛為恨，衝動下手傷害趙康……。 | 22歲     |
| 許曉賢 | 劉 奇           | 曉惠的妹妹，美髮師 跟姊姊曉惠相較下，曉賢覺得自己永遠是醜小鴨，不管外貌、課業或是工作的表現，她完全比不上曉惠。因此，許媽媽特偏心曉惠，曉賢常常也阿Q地認為，這是理所當然的。 不愛讀書的她，選擇自己喜愛的美髮工作，單純地希望可以幫客人剪個最漂亮的髮型，看到客人開心的模樣，她也找回了不少自信。曉賢對愛情有著無比的浪漫憧憬，當她數次巧遇方振宇，不由得認為這是命運的安排，因為方振宇的出現，讓她這只醜小鴨也有變成美麗天鵝的時候……。 | 25歲     |
| 方振宇 | 梁 鳴           | 方麗娜的弟弟，實習醫師 擁有優越家境、令人羡慕的醫生工作，但為人客氣，文質彬彬。在認識曉賢之前，振宇的世界只有工作、病人，以及和他同樣出身不錯的朋友。是曉賢帶領振宇開拓了不同的眼界，天天給他不同的驚喜。 然而振宇打從認識曉賢開始，就誤會曉賢是名服裝設計師，曉賢也因為擔心振宇在乎她的學歷，遲遲不敢透露她只是一名美髮設計師，再加上，一向疼愛振宇的姊姊方麗娜在工作上屢屢和曉賢發生衝突，曉賢只好一直欺瞞著振宇，到最後卻造成振宇的痛苦和不信任……。 | 27歲     |
| 方麗娜 | 何妤玟 （臺灣） | 方振宇的姊姊，沒什麼名氣的演員 麗娜自恃美貌與家境過人，對旁人總是頤指氣使，完全一副大小姐的脾氣。在美容院遇見曉賢，雖然欣賞曉賢的技術，卻時常找曉賢麻煩，吃定曉賢善良無爭的個性，沒想到曉賢後來居然敢對她頂嘴，兩人從此不對盤。麗娜對弟弟振宇照顧有加，並以振宇醫師的身份為榮，在得知曉賢與振宇談戀愛後，以“門不當戶不對”為由，極力反對他們交往。被夏明誘惑，做起了第三者的角色，一心想和夏明結婚，最後被夏明拋棄，受到了教訓。 | 30歲     |

## 主題曲
- 片頭曲　起風的季節　演唱：王羚柔
- 片尾曲　對你有感覺　演唱：王羚柔

## 外部連結
- 民視－不要說再見（页面存档备份，存于）